# Корень, Григорий Ильич
Григо́рий Ильи́ч Ко́рень (22 февраля 1935, Ростовская область, РСФСР, СССР — 24 февраля 1998, Киев, Украина) — советский и украинский художник-шестидесятник, заслуженный деятель искусств Украины (1994), лауреат Государственной премии Украины в области архитектуры (1991).

## Биография
Родился 22 февраля 1935 года в Ростовской области РСФСР в украинской крестьянской семье. Ещё с юношеских лет стремился использовать своё дарование в художественном воплощении украинских национальных мотивов. По окончании Луганского художественного училища в 1963—1968 годах учился в Харьковском художественно-промышленном институте, педагоги В. Д. Ермилов, Б. В. Косарев.
С 1968 года и до конца жизни жил в Киеве. Совместно с другими художниками был одним из основателей монументального цеха Союза художников УССР.
Умер 24 февраля 1998 года в Киеве, похоронен на Байковом кладбище (участок № 49а).

## Творчество
На протяжении всей жизни создал немало монументальных работ, в которых присутствуют новейшие по форме и по содержанию построения стенописи в украинском национальном стиле. Это, прежде всего, мозаики на станции метро «Золотые ворота» в Киеве, выполненные им в соавторстве с В. П. Федько, отмеченные в 1991 году Государственной премией Украины в области архитектуры, распись «Сказочный мир» в Республиканской детской библиотеке (1976), майоликовый рельеф «История киевской Руси» в киевском кинотеатре «Киевская Русь» (1979). Многое воплощено художником в других видах и жанрах изобразительного искусств, в частности в графике, плакате, батике, живописи.

## Изображения

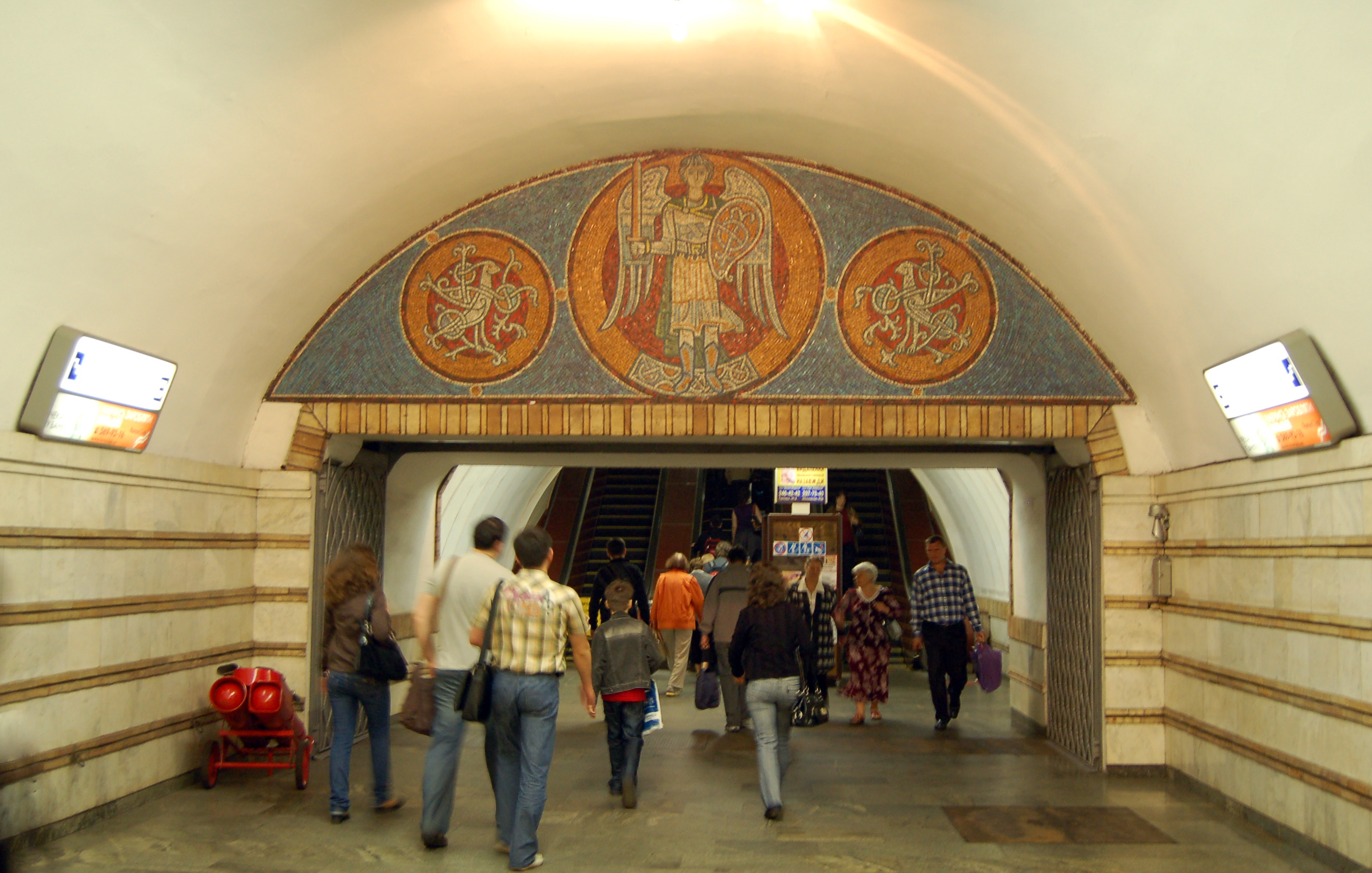
Станция метро «Золотые ворота». Мозаика возле эскалаторного тоннеля
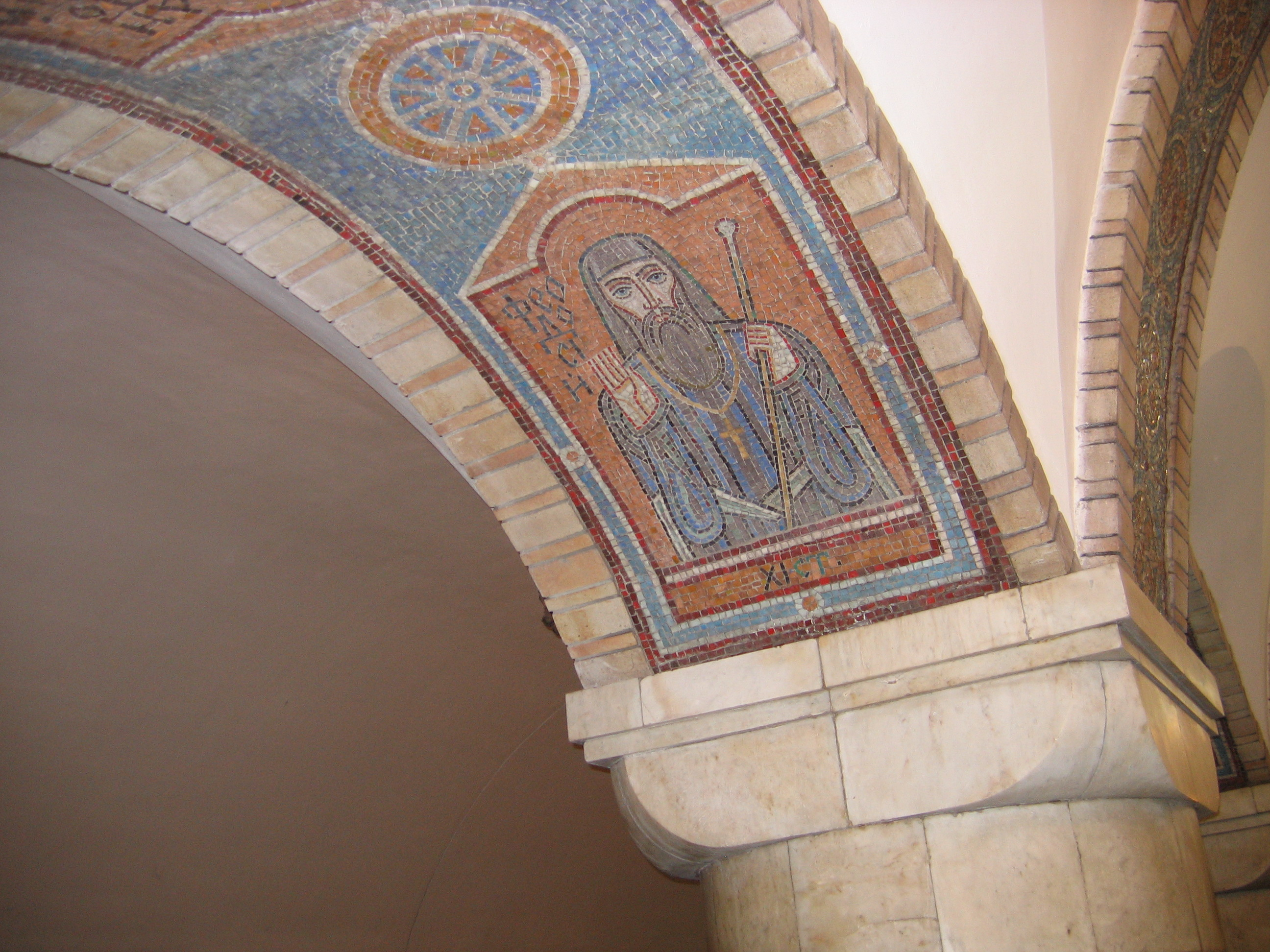
Станция метро «Золотые ворота». Мозаика на своде прохода к платформе: Св. Феодосий, сооснователь Киево-Печерской лавры
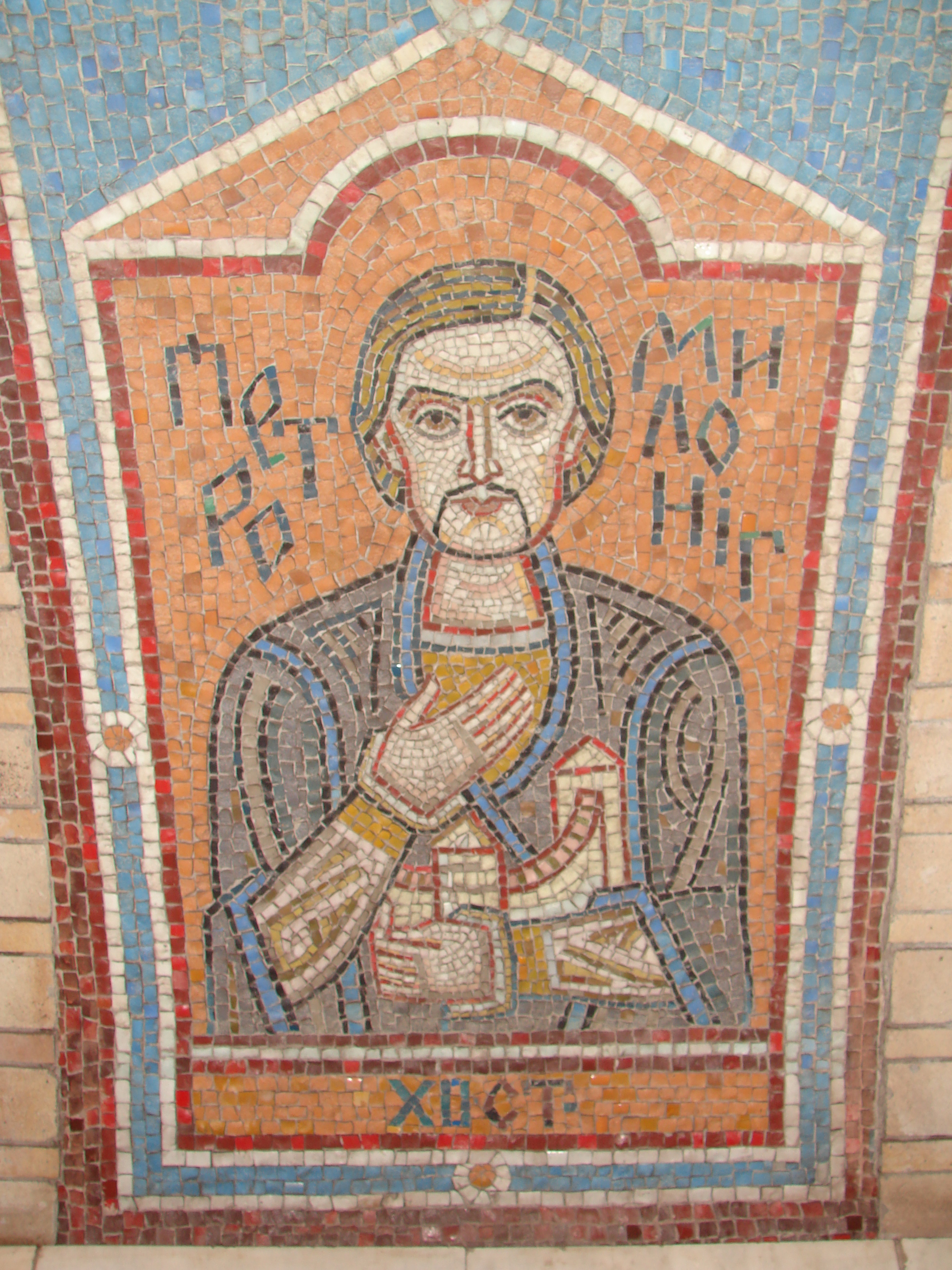
Станция метро «Золотые ворота». Мозаика «Пётр Милонег»